# American Horror Story: Hotel
American Horror Story: Hotel es la quinta temporada de la serie de televisión de antología y horror de FX, American Horror Story. Se estrenó el 7 de octubre de 2015 y concluyó el 13 de enero de 2016.
Hotel es la primera temporada sin contar con la participación de Jessica Lange y Frances Conroy aunque sí con el regreso de actores de otras temporadas como Evan Peters, Sarah Paulson, Denis O'Hare, Kathy Bates, Lily Rabe, Angela Bassett, Chloë Sevigny, Finn Wittrock, Wes Bentley, Mare Winningham, Matt Bomer, John Carroll Lynch y Anthony Ruivivar. Cheyenne Jackson y la cantante Lady Gaga se integraron al elenco de la temporada.
El argumento general se centra en el enigmático hotel Cortez en Los Ángeles, California donde el detective John Lowe (Bentley) trata de encontrar la verdad sobre una serie de asesinatos. El Cortez hospeda extraños residentes a cargo de La Condesa (Gaga), una vampiresa fashionista. Esta temporada se conecta con Murder House a través de personajes como Billie Dean Howard (Sarah Paulson), Marcy (Christine Estabrook) y el Dr. Charles Montgomery (Matt Ross), así como una visita que La Condesa hace a la casa de dicha temporada; en otro episodio Hotel se conecta directamente con Coven a través del personaje de Queenie (Gabourey Sidibe); por último, la octava temporada Apocalypse tiene una conexión con Hotel en el cuarto episodio, cuando Cordelia (Sarah Paulson) y Michael Langdon (Cody Fern) intentan ayudar a Queenie a escapar del Hotel Cortez, en dicho episodio también tiene una breve aparición James Patrick March (Evan Peters).
Según Ryan Murphy y Brad Falchuk, Hotel es mucho más oscura. Esta temporada marca el regreso del equipo productivo a la ciudad de Los Ángeles, lugar donde fueron grabadas las primeras dos temporadas: Murder House y Asylum. Hotel es el set más caro que existe en la historia de American Horror Story, éste contó con la participación del diseñador Mark Worthington.
Aunque la temporada contaba inicialmente con una serie de 13 capítulos (como Asylum, Coven y Freak Show), esta fue reducida en un capítulo (como Murder House).

## Sinopsis
Cuando el detective John Lowe (Wes Bentley) investiga una serie de asesinatos inspirados en los diez mandamientos, las pistas lo guían hasta el enigmático Hotel Cortez, un edificio construido en los años 20 por el joven magnate James Patrick March (Evan Peters) con el fin de satisfacer sus impulsos homicidas, repleto de trampas y toboganes secretos. En la actualidad, 2015, el hotel pertenece a la misteriosa y seductora Condesa Elizabeth (Lady Gaga), una vampiresa de más de 100 años de edad. Con la llegada del diseñador Will Drake (Cheyenne Jackson) con la intención de comprar el hotel, llega también el rebelde modelo Tristán Duffy (Finn Wittrock), quien llama inmediatamente la atención de La Condesa, desplazando al engatusado Donovan (Matt Bomer) de su sangrienta relación, orillando al último a relacionarse con otra examante de la vampireza, la actriz Ramona Royale (Angela Bassett) con el fin de vengarse. Al verse desplazada por su hijo Donovan, Iris (Kathy Bates), la recepcionista, encuentra un nuevo sentido a su vida con la poco desapercibida Liz Taylor (Denis O'Hare), la bartender transgénero del hotel que, al ser un cercano a La Condesa, ha aprendido cómo funcionan las cosas en el recinto. La infestación de fantasmas (como el del mismísimo Mr. March) y la aparición constante de su hijo desaparecido Holden dentro del hotel, conducen a John a una locura cada vez mayor, ocasionándole problemas con su esposa Alex (Chloë Sevigny), pero encontrando consuelo en Sally (Sarah Paulson), una drogadicta que murió hace años atrás a manos de Iris. Las relaciones de los personajes, algunas tóxicas, otras resultado de falta de amor, se irán desarrollando hasta unirse todas en el ambiente gótico y oscuro que profesa un lugar que, al igual que quienes residen allí, ha quedado en el olvido.

## Trama

### Antes de la serie
Década de 1920: El millonario James Patrick March construye el Hotel Cortez con el propósito de matar gente dentro. El hotel, está lleno de trampas y pasadizos secretos. Toda la sangre que dejará es limpiada por Hazel Evers, la limpiadora que secretamente está enamorada de él. 
Mientras, una joven llamada Elizabeth intenta triunfar en Hollywood. Conoce a los famosos Rodolfo Valentino y Natacha Rambova y comienza una relación con los dos. El famoso director F. W. Murnau, se convierte en vampiro (ya que fue a Transilvania para conocer a los vampiros y rodar Nosferatu) y convierte a Rodolfo, quien finge su muerte para pasar la eternidad con Natacha y Elizabeth. 
Al creer que Rodolfo había muerto (y Natacha desaparecida) Elizabeth se refugia en James Patrick, casándose con él y aprobando sus asesinatos. Rodolfo y Natacha aparecen y convencen a Elizabeth de marcharse con ellos, convirtiéndola en vampiresa. James se entera de esto y encierra a Rodolfo y a Natacha en uno de los pasillos para siempre. Elizabeth no sabe nada de esto y piensa que le habían abandonado. 
Cabe destacar que Elizabeth y James tuvieron un hijo, al que Elizabeth intentó abortar (yendo a la Murder House de la primera temporada con Charles Montgomery) pero el niño nació deforme y lo llamó Bartholomew (que por alguna razón no crece). 
Década de 1930: A partir de un error cometido por March en una de sus masacres, la policía sospecha de que él sea el asesino, por eso van a buscarlo a su hotel, pero antes que lo capturen se suicida junto con la señora Evers, convirtiéndose en fantasmas. Elizabeth, con la herencia, se adueña del hotel. Más tarde ella tendrá varios amantes. Entre ellos, destaca Ramona Royale, una actriz que se enamoró posteriormente de un hombre, el cual, fue asesinado por Elizabeth, dominada por sus deseos posesivos. Desde ese momento, Ramona busca venganza. 
1984: Nick es un hombre de negocios que llega al hotel por trabajo. Dentro de su cuarto se siente cómodo vistiéndose de mujer, y Elizabeth lo convence de ser como es sin importar lo que digan las otras personas y comienza a llamarse Liz Taylor. Tiempo después, abandona su antigua vida y se queda en el hotel a trabajar como recepcionista. 
1994: Dos drogadictos, Donovan y Sally, están consumiendo heroína. Iris, madre de Donovan, llega al hotel para parar a su hijo, pero éste ha muerto. En venganza mata a Sally, quien se convierte en fantasma. Elizabeth se enamora de Donovan y le convierte en vampiro. Mientras, Iris se queda trabajando en el hotel.

### En la serie
Elizabeth "La Condesa" y Donovan siguen con su relación mientras Iris intenta hacerse amiga de su hijo, quien le rechaza. Sally está desesperada por encontrar su alma gemela. Aparte, es seguida por "El Demonio de la Adicción", un ser con un consolador de metal puntiagudo que ataca a personas con una adicción. 
John es un detective que está tras el caso de "El Asesino de los Diez Mandamientos". James Patrick, creyéndose un dios, decidió matar gente relacionándolos con los diez mandamientos, pero murió y no acabó la obra, y alguien la está continuando. John está casado con la doctora Alex, con quien tiene una hija, Scarlett. También tenía otro hijo, Holden, pero fue secuestrado misteriosamente. Se revela que Holden, junto a otros niños, fueron "rescatados" por Elizabeth, convirtiéndolos en vampiros. Al encontrar relación con el asesino y el hotel, y dejar un poco de espacio a Alex, John se muda al Cortez.
Marcy, la agente que vendió la casa en la primera temporada, vende el Cortez a Will Drake, un famoso empresario de la moda. Will, pese a que es gay, tiene un hijo, Lachlan. Will organiza un desfile en el hotel y Elizabeth conoce a un modelo, Tristán que le recuerda mucho a Valentino. Elizabeth deja a Donovan y comienza una relación con Tristán, convirtiéndolo en vampiro. Donovan, enfadado, se une a Ramona para matar a Elizabeth. Elizabeth intenta conquistar a Will para casarse con él y matarlo, para conseguir su dinero. Mientras, Tristán y Liz comienzan una relación. Iris, triste porque su hijo no le quiere, se intenta suicidar, pero es salvada por Donovan, quien la convierte en vampiro.  
A lo largo de la temporada, hay muchísimos asesinatos, incluyendo a Marcy. Parece que los fantasmas tienen que cumplir su objetivo de vida para escapar de allí. 
Sally intenta conquistar a John. Este está ocupado con el asesino. Alex encuentra a Holden por el hotel y Elizabeth la transforma en vampiro para que se encargue de sus hijos. Con el acoso de Sally, Alex, Holden, James Patrick... John se vuelve loco y es despedido. Él sigue buscando por su cuenta y descubre que él mismo es el Asesino de los Diez Mandamientos. Todo empezó hace cinco años cuando John entró al hotel y James Patrick le seleccionó para seguir su obra. También estuvo bastantes noches con Sally pero el hotel en sí hacía que John no recordara nada. 
Liz y Tristán confiesan su relación a Elizabeth, y ésta, enfadada, mata a Tristán. Luego, Elizabeth se casa con Will y empiezan a remodelar el hotel. Se abre el pasillo tapiado en el que estaban Rodolfo y Natacha. Éstos escapan y matan a mucha gente. 
Iris, Donovan y Ramona hacen una alianza en contra de Elizabeth. Tras la muerte de Tristán, Elizabeth vuelve con Donovan y éste le cuenta el plan. Para matar a dos pájaros de un tiro, Elizabeth encierra en el pasillo a Ramona y a Will. Ramona mata a Will para alimentarse. Alex, para salvar a un niño, lo convierte en vampiro. Este infecta a toda su clase y matan a decenas de personas. 
Elizabeth intenta quedarse sola con Rodolfo. Para ello, mata a Natacha. Donovan, al descubrir el engaño, mata a Rodolfo. Liz planea suicidarse ya que Tristán no aparece (tendría por ser un fantasma). Sin embargo, Liz se anima al conocer a su hijo, que lleva bien que su padre sea una mujer. Liz e Iris, enfadadas con Elizabeth, la acribillan con pistolas, matando accidentalmente a Donovan (muriendo fuera del hotel y no se convierte en fantasma) a quien le da tiempo de hacer las paces con su madre. Elizabeth, malherida, es cuidada por Sally. 
Al ver que la situación está fuera de control, Alex y John encierran a los niños vampiro con Ramona, quien los mata. John se reconcilia con Alex y se marchan del hotel con Holden y Scarlett, matando solo para alimentar a Alex y Holden. Sally ayuda a Elizabeth ya que quiere que, a cambio, secuestre a la familia de John para que este vuelva y acabe con los asesinatos, (y que le quede tiempo para conquistarle). A John le falta el mandamiento de "No matarás".   
Iris y Liz asumen el poder del hotel. Liberan a Ramona quien está débil después de tanto tiempo encerrada. Para revitalizarse y matar a Elizabeth, Ramona mata a Quennie (de la tercera temporada) siendo ayudada por James Patrick, que, enamorado de Elizabeth, quiere que se quede con él para la eternidad. Sin embargo, Ramona es conquistada sexualmente por Elizabeth. John, para cumplir los asesinatos, mata a Elizabeth. Hazel le revela a James Patrick que ella fue la que llamó a la policía, y éste la rechaza.

### Años después
Iris y Liz, hartas de que los fantasmas sigan matando, (sobre todo Will y Sally) los hacen felices: Iris le compra un móvil a Sally, volviéndose famosa en las redes sociales. Liz dirige la dirección de la empresa de Will, multiplicando las ventas. También manda a Lachlan a un instituto. Al final, Liz va a morir de cáncer y pide ser asesinada para quedarse en el hotel. Elizabeth, su eterna amiga, cumple esa tarea. Como fantasma, Tristán se le aparece a Liz revelando que no apareció antes ya que quería que Liz viviese su vida.   
Tras unos años difíciles (ya que John era buscado por la policía), John, Alex, Scarlett y Holden vuelven al hotel. John es descubierto y asesinado por la policía a unos pocos metros del hotel. Al final, no se convierte en fantasma y solo puede visitar a su familia en Halloween (cuando los fantasmas pueden ir libremente). Scarlett es llevada al mismo instituto que Lachlan.   
Billie Dean (la vidente de la primera temporada amiga de Constance) tiene un programa de televisión y hace famoso al Cortez en cuanto a lo paranormal. Sin embargo, es asustada por John, James Patrick, Ramona (quien se queda en el hotel y se vuelve modelo para la empresa de Will) y otros asesinos famosos muertos que visitan el Cortez en Halloween como: Aileen Wuornos, Richard Ramírez, Jeffrey Dahmer, John Wayne Gacy y el Asesino del Zodíaco.

## Elenco
| - Kathy Bates como Iris (12 episodios) - Sarah Paulson como Sally McKenna (9 episodios) / Billie Dean Howard (1 episodio) - Evan Peters como James Patrick March (11 episodios) - Wes Bentley como John Lowe (11 episodios) - Matt Bomer como Donovan (10 episodios) - Chloe Sevigny como Alexandra "Alex" Lowe (11 episodios) - Denis O'Hare como Liz Taylor / Nick Pryor (11 episodios) - Cheyenne Jackson como William "Will" Drake (10 episodios) - Angela Bassett como Ramona Royale (7 episodios) - Lady Gaga como Elizabeth Johnson "La Condesa" (12 episodios) - Lennon Henry como Holden Lowe (8 episodios) - Richard T. Jones como El Detective Hahn (6 episodios) - Shree Crooks como Scarlett Lowe (6 episodios) - Lyric Lennon como Lachlan Drake (5 episodios) - Jessica Belkin como Wren (2 episodios) - Max Greenfield como Gabriel (3 episodios) - Helena Mattsson como Agnetha "Aggie" (4 episodios) - Kamilla Alnes como Vendela (4 episodios) - Madchen Amick como Sra. Ellison (3 episodios) - Anton Starkman como Max (5 episodios) - Christine Estabrook como Marcy (3 episodios) - Darren Criss como Justin (2 episodios) - Alexandra Daddario como Natacha Rambova (3 episodios) | - Mare Winningham como Hazel Evers (11 episodios) - Lily Rabe como Aileen Carol Wuornos (2 episodios) - Naomi Campbell como Claudia Bankson (2 episodios) - Gabourey Sidibe como Queenie (1 episodio) - Finn Wittrock como Tristan Duffy / Rudolph Valentino (10 episodios) - Anthony Ruivivar como Richard Ramírez (2 episodios) - John Carroll Lynch como John Wayne Gacy (2 episodios) - Seth Gabel como Jeffrey Dahmer (2 episodios) - Matt Ross como Dr. Charles Montgomery (1 episodio) |

## Episodios
| N.º en serie | N.º en temp. | Título                                                              | Dirigido por      | Escrito por                | Fecha de emisión original | Código de prod. | Audiencia (millones) |
| --- | ------------ | ------------------------------------------------------------------- | ----------------- | -------------------------- | ------------------------- | --------------- | -------------------- |
| 52 | 1            | «Checking In» «Recepción»                                           | Ryan Murphy       | Ryan Murphy & Brad Falchuk | 7 de octubre de 2015      | 5ATS01          | 5,81                 |
| Dos turistas suecas llegan a hospedarse al Hotel Cortez en el centro de Los Ángeles, California. Ambas son atacadas por una criatura desfigurada que aparece dentro del colchón en su habitación. Iris (Kathy Bates), la gerente del hotel, las mueve a la habitación 64 donde una de ellas es atacada por unos niños que les succionan la sangre. Mientras tanto, el detective John Lowe (Wes Bentley) trata de investigar el horroroso asesinato de una pareja. Durante su investigación John recibe una llamada telefónica extraña del asesino diciendo que se está hospedando en el Hotel Cortez. Un adicto a la heroína, Gabriel (Max Greenfield), llega al hotel y es violentamente violado por el "Demonio de la Adicción". Antes de que Gabriel muera, Sally (Sarah Paulson) aparece y le pide decir que la ama. Por otra parte, la Condesa Elizabeth (Lady Gaga), la dueña del hotel, y Donovan (Matt Bomer), su pareja, tienen sexo con otra pareja. Durante las relaciones sexuales, Elizabeth y Donovan cortan las gargantas de la otra pareja y beben su sangre. Will Drake (Cheyenne Jackson), el nuevo propietario del hotel, llega junto a su hijo (Lyric Lennon) a revisar el hotel. En un flashback a 1994, Iris culpa a Sally por drogar a su hijo Donovan y causarle una sobredosis. Cuando Sally deja la habitación, Iris la empuja por la ventana y muere, al volver encuentra a La Condesa junto al cuerpo de su hijo. John llega a registrarse al hotel para averiguar quién es el asesino e Iris le asigna la habitación 64 temiendo por su familia luego de tener dos víctimas más del mismo asesino. |              |                                                                     |                   |                            |                           |                 |                      |
| 53 | 2            | «Chutes and Ladders» «Ductos y escaleras»                           | Bradley Buecker   | Tim Minear                 | 14 de octubre de 2015     | 5ATS02          | 4,06                 |
| Will Drake realiza un desfile de moda en el Cortez con la ayuda de la editora de la revista "Vogue", Claudia (Naomi Campbell), al mismo desfile llega John y su hija Scarlett. El modelo rebelde Tristan Duffy (Finn Wittrock) entra al desfile y conoce a la Condesa, donde ambos parecen atraerse, y después se retira del modelaje, además tiene una conversación con un tal Señor March en una habitación. March termina matando a una mujer, espanta al joven. Elizabeth lo encuentra y lo convierte en uno como ella, una criatura similar a un vampiro, y los dos tienen relaciones sexuales. Luego de eso Donovan los descubre, por lo cual la Condesa decide acabar su relación con él. Durante el desfile de modas, Lachlan Drake guía a Scarlett a donde se encuentran los niños de La Condesa, donde reconoce a su hermano, así que vuelve al otro día a expensas de sus padres para comprobarlo. Cuando le cuenta a John y a Alex, estos lo toman muy mal. John detiene a Iris por dejar entrar a Scarlett sola al hotel, pero esta le convence de explicarle la situación del hotel y su relación con el asesino. Iris le cuenta la verdad del hotel y de la habitación 64: la habitación y el hotel le pertenecían a James Patrick March (Evan Peters), quien construyó el hotel en 1920 como un lugar donde podría torturar y asesinar a la gente para satisfacer su adicción a matar. En flashbacks se muestra como él asesinaba y comenzó un interés por matar en nombre de la religión por su escasísima fe en ella, siempre ayudado de su fiel lavandera, la señora Evers (Mare Winningham). Finalmente este fue descubierto, posiblemente delatado por su esposa, por lo cual decidió suicidarse junto a la Srta. Evers. John no cree que March tenga que ver con los asesinatos. Al final, Tristán ha aceptado su nueva condición y la lleva muy bien, lo que le gusta a la Condesa. |              |                                                                     |                   |                            |                           |                 |                      |
| 54 | 3            | «Mommy» «Mami»                                                      | Bradley Buecker   | James Wong                 | 21 de octubre de 2015     | 5ATS03          | 3,20                 |
| Tristan se fascina con la historia de March y promete matar a Will Drake después que este último revele sus planes para el hotel. Tristan seduce a Will Drake, pero antes de matarlo la Condesa hace que se detenga. Elizabeth le cuenta a Tristan que su plan es casarse con Drake para quedarse con todo su dinero luego de matarlo. Iris sigue sintiendo el rechazo de su hijo y, luego de una fuerte conversación con él, decide suicidarse con la ayuda de Sally. Claudia Banks es asesinada por Gabriel, quien al estar tanto tiempo dentro del colchón perdió la razón y salud. John, quien investigaba un nuevo homicidio, lo encuentra y Gabriel culpa a Sally. John piensa que Sally tiene que ver con el asesino y decide tomarla presa, pero ésta desaparece en el ascensor, confundiendo enormemente a John. Donovan es secuestrado por Ramona Royale (Angela Bassett), una examante de la Condesa y trata de usar a Donovan para tomar venganza contra ella, pero lo echa al saber que Donovan fue abandonado por la Condesa. Con ayuda de Liz, Donovan se da cuenta de que Iris ha sido la única que ha estado junto a él toda la vida, aunque éste no lo notara, y trata de interrumpir la muerte de su madre haciendo que beba de su sangre. El recuerdo de Holden complica las cosas en su familia, al extremo que Alex (Chloë Sevigny) decide divorciarse de John dándole la noticia en el Cortez, y enterándose de la difícil situación que eata llevando a John a la locura. Antes de partir, Alex se sorprende al encontrar a Holden entre los pasillos del hotel. |              |                                                                     |                   |                            |                           |                 |                      |
| 55 | 4            | «Devil Night's» «La noche del diablo»                               | Loni Peristere    | Jennifer Salt              | 28 de octubre de 2015     | 5ATS04          | 3,04                 |
| En Halloween Richard Ramírez (Anthony Ruivivar) se registra en el hotel y asesina una pareja en el mismo con ayuda de Mr March. A medida que el día avanza, más asesinos en serie comienzan a llegar al Cortez, incluyendo a Aileen Wuornos (Lily Rabe). Ella se encuentra con John en el bar del hotel y luego de una charla, John la invita a tener sexo junto a él pero ella lo golpea y amordaza, pero John logra liberarse. Liz Taylor (Denis O'Hare) le informa a John sobre la "Noche del Diablo" en el Hotel y descubre que John también está invitado a la cena organizada por March. En la cena, John vuelve a encontrarse con Wuornos, mientras que John reconoce a los otros asesinos: el ya mencionado Richard Ramírez, John Wayne Gacy (John Carroll Lynch), Jeffrey Dahmer (Seth Gabel) y el Asesino del Zodiaco, pero cree que son imitadores. Durante la cena, Sally llega con una persona drogada, el "postre" de la cena. Los asesinos comienzan a apuñalarlo y Sally saca a John del lugar hasta su habitación haciéndole creer que estaba alucinando. Por su parte, Alex lleva a Holden a su hogar pero este mata y comienza a beber de la sangre del perro de la familia. Holden desea volver donde la Condesa y Alex la enfrenta. Elizabeth le cuenta la verdad de lo sucedido con su hijo en 2010 y le da la opción a Alex de volver a reunirse para la eternidad con Holden. Alex acepta y bebe de la sangre de la Condesa. |              |                                                                     |                   |                            |                           |                 |                      |
| 56 | 5            | «Room Service» «Servicio a la habitación»                           | Michael Goi       | Ned Martel                 | 4 de noviembre de 2015    | 5ATS05          | 2,87                 |
| Iris y Donovan llegan donde Ramona y discuten la manera de como vengarse de la Condesa. Ambos deciden utilizar a Iris desde el interior del hotel, pero ella cree que ella se dará cuenta de su condición. Un par de hipsters (Darren Criss y Jessica Lu) llegan a hospedarse en el hotel para evitar a los niños en Halloween y hacen perder la paciencia de Iris, que sumado a la depresión de esta por su nueva condición le provoca un quiebre. Para ayudarla, Liz le cuenta a Iris su historia y cómo la Condesa la ayudó a ser lo que realmente quería ser: una mujer, y de ahí en adelante la adoptó para que trabaje en el hotel, aunque sin convertirla. Esto le da la confianza suficiente a Iris para enfrentarse a los hipsters, pero luego de un ataque de ira los termina asesinando y bebiendo su sangre. Por otra parte, Alex atiende a un paciente, Max, al borde de la muerte y decide darle de su sangre para que se sane pero al día siguiente Max contagia a una amiga, y hace que beba la sangre de su profesora; luego convierte a toda su clase, y anterior a esto; mata a sus padres antes de ir a clases para poder beber su sangre. John, quien es despedido de su trabajo por considerarlo en estado mental inestable, despierta en la cama de su habitación, con Sally junto a él aunque John no recuerda nada de lo sucedido. La Condesa hace que Alex y Holden se reúnan y convierte a Alex en la nueva institutriz de sus niños. Elizabeth amenaza a Alex con matar a Holden si esta no cumple con su trabajo o comete una indiscreción. |              |                                                                     |                   |                            |                           |                 |                      |
| 57 | 6            | «Room 33» «Habitación 33»                                           | Loni Peristere    | John J. Gray               | 11 de noviembre de 2015   | 5ATS06          | 2,64                 |
| En 1926, Elizabeth llega a la casa del Dr. Charles Montgomery (Matt Ross), la misma casa de Murder House para realizarse un aborto, pero en medio del procedimiento, el bebé de la Condesa ataca a la enfermera que ayudaba a Charles en la intervención. En la actualidad, dicho bebé habita en la habitación 33 del Cortez. John persigue a Holden por los pasillos del hotel hasta encontrar los ataúdes del cristal donde está durmiendo junto a Alex y se desmaya al ver dicha escena. La Condesa se va de viaje a París junto a Will Drake, lo que le da una oportunidad a Donovan junto a Ramona de llevar a cabo su ventaja. Ramona e Iris van en búsqueda de los niños de la Condesa pero estos ya no están en sus ataúdes (ya que Alex junto a Liz los hicieron desaparecer para despistar a John). Donovan, por su parte, llega a la habitación de la Condesa y se encuentra con las turistas suecas. Él les dice que jamás escaparán del hotel pero pueden encontrar su propósito en el trayecto. Alex descubre que las turistas suecas mataron a un sujeto en el hotel y les dice que su propósito puede ser corromper la mente de los hombres, usando a John para comenzar. Por otra parte, Liz y Tristan mantienen una relación de la cual Liz teme contarle a la Condesa. Ramona va en busca del bebé de Elizabeth pero este escapa. John es sacado de su caso y regresa a su hogar, donde ve al bebé de la Condesa, que se había metido en sus maletas después del alboroto causado por Ramona, haciendo que John pierda el juicio. Alex encuentra al bebé de la Condesa y lo regresa a la habitación 33 antes de la llegada de su madre. Elizabeth mata a Tristan al no aprobar su relación con Liz, aunque le perdona la vida a esta al ser un ser querido para ella. |              |                                                                     |                   |                            |                           |                 |                      |
| 58 | 7            | «Flicker» «De película»                                             | Michael Goi       | Crystal Liu                | 18 de noviembre de 2015   | 5ATS07          | 2,64                 |
| Dos antiguos vampiros logran liberarse de su trampa dentro del Hotel Cortez. En 1925, Elizabeth comienza una relación amorosa con el actor Rodolfo Valentino (Finn Wittrock) y con su esposa Natacha Rambova(Alexandra Daddario). Valentino muere repentinamente y Elizabeth contrae matrimonio con James March para amenizar su pena del luto. En medio de una visita a su tumba, Valentino aparece junto a Natacha y le cuentan a Elizabeth sobre un don inmortal que poseen, (con el que F. W. Murnau se basó para hacer Nosferatu) y la transforman. March se entera de la relación de su esposa y Valentino y decide encerrar a este último junto a Natacha en un pasillo tapeado dentro del Hotel Cortez. En el presente, en una de las cenas con La Condesa, luego de que esta revelara sus intenciones de casarse con Will, James le revela lo que hizo hace tanto tiempo. Por otra parte, John se inscribe en na institución de salud mental, pero su propósito es encontrarse con un supuesto cómplice del asesino, y se sorprende al encontrarse con una niña, Wren. Wren es una de los niños vampiros de la condesa, y se da a conocer que esta la "salvó" de su padre alcohólico en los años 80. Ella le da a conocer cosas sobre su complicidad, y John la libera del hospital con el fin de que lo guíe hacia donde se encuentre el asesino y matarlo si es necesario, pero Wren escapa para proteger al asesino para atropellada por un camión en medio de la calle y morir. |              |                                                                     |                   |                            |                           |                 |                      |
| 59 | 8            | «The Ten Commandments Killer» «El asesino de los diez mandamientos» | Loni Peristere    | Ryan Murphy                | 2 de diciembre de 2015    | 5ATS08          | 2,31                 |
| Después de la muerte de Wren, John se dirige al Cortez con el fin de descubrir quién es el asesino de los diez mandamientos. Sally lo lleva a la habitación 64 y le revela un cuarto secreto que March había construido décadas atrás, donde se descubre que John es el asesino. John va a la morgue y le confiesa su culpabilidad al detective Hahn (Richard T. Jones). En flashbacks se muestra que John entró por primera vez al Cortez en 2010 donde comenzó a tener una relación de amistad con March quien elige a John para terminar con su trabajo y para asegurar que John lo haga, James March hace que Elizabeth secuestre a Holden. Sally, quien todo ese tiempo había sido su acompañante amorosa, quiere matar a John para que se quede junto a ella para siempre en el Cortez, pero March la detiene y dice que será todo suyo después de cumplir su cometido. En la actualidad John mata a Hahn, dado que este se acostaba con Alex. De esta manera solamente hace completar dos asesinatos más. |              |                                                                     |                   |                            |                           |                 |                      |
| 60 | 9            | «She Wants Revenge» «Ella quiere venganza»                          | Michael Uppendahl | Brad Falchuk               | 9 de diciembre de 2015    | 5ATS09          | 2,14                 |
| Elizabeth va tras la búsqueda de Valentino y Natacha luego de reflexionar que solo tiene espacio en su corazón para aquellos que desea amar. Ella planea construir el Cortez como un refugio contra el mundo moderno para ella y Valentino. A la vez, convierte el pasillo tapeado en una trampa aun peor. Se reencuentra con Valentino y reavivan su relación, pero Natacha resulta hostigante para ellos. Alex sigue la pista de los niños de la matanza en la escuela y busca los cuerpos de sus padres. Mientras tanto, Donovan y Ramona apresuran sus planes de venganza contra Elizabeth, quien se va a casar con Will. Ramona está a punto de apuñalar a Elizabeth, pero Donovan la traiciona y la encierra en el pasillo tapeado dentro de una jaula. Iris se da cuenta de las intenciones de su hijo y del amor de él hacia ella y se decepciona. Elizabeth se casa en una ceremonia privada con Will y, luego de la boda, March le presenta a Bartholomew. Will queda impactado por el hijo de su nueva esposa y La Condesa, quien se indigna por el trato que le dio a su hijo y lo noquea. Despierta en el pasillo tapeado y libera a Ramona, quien lo asesina para alimentarse. |              |                                                                     |                   |                            |                           |                 |                      |
| 61 | 10           | «She Gets Revenge» «Ella obtiene venganza»                          | Bradley Buecker   | James Wong                 | 16 de diciembre de 2015   | 5ATS10          | 1,85                 |
| Natacha acepta la invitación de Elizabeth para alojarse en el hotel, sin embargo Elizabeth la mata después de una pelea. A la vez, Donovan va a visitar a Rudolph en el motel y después de una pelea, lo mata. John y Alex reavivan su relación buscando a los niños vampiro. Ellos los encuentran y los convencen de volver al hotel, y los engañan para ser encerrados junto a Ramona. Sally no está de acuerdo del hecho que John y Alex estén juntos de nuevo y dice que la matará si John no se queda con ella, aun así, John y Alex van a buscar a Holden para marcharse y ser una familia de nuevo. Mientras tanto, Iris y Liz planean suicidarse, pero antes Liz busca ayuda en Hazel para volver a tener contacto con su hijo Douglas para no tener asuntos pendientes, y lo invita a alojarse en el hotel por una semana con todo pagado. Liz se conecta gradualmente con su hijo y Douglas admite que quiere a su padre en su vida, sin importar si es mujer. Elizabeth se entera de la muerte de Valentino y cae en una profunda tristeza, por lo cual va a enfrentar a Donovan para matarlo, donde admite que durante toda su vida inmortal buscó a una pareja que le hiciera recordar a su gran amor. Liz se arrepiente de querer quitarse la vida y junto con Iris deciden darle un nuevo giro administrativo al hotel, así que disparan a Donovan y a Elizabeth en su habitación. |              |                                                                     |                   |                            |                           |                 |                      |
| 62 | 11           | «Battle Royale» «Batalla real»                                      | Michael Uppendahl | Ned Martel                 | 6 de enero de 2016        | 5ATS11          | 1,84                 |
| Liz Taylor e Iris disparan a Donovan y a Elizabeth, donde esta última escapa. Iris y Liz trasladan a Donovan moribundo fuera del hotel para no quedar atrapado en su interior. Sally retira las balas del cuerpo de Elizabeth y le da vitalidad haciéndola beber la sangre de sus niños restantes, esto para que, a camio, Elizabeth haga que John vuelva al hotel, así que rapta a su familia. Sally recuerda su pasado con una pareja en 1990, la cual acabó en tragedia. Iris y Liz discuten sobre la liberación de Ramona como arma para enfrentar a La Condesa. Ramona la enfrenta, pero Elizabeth le ruega que la deje irse junto a Bartholomew y a cambio le regala el hotel, luego la seduce y Ramona se deja llevar. Luego, La Condesa prepara las maletas para huir del hotel pero John la mata antes de poder abandonar su habitación, transformando la cabeza de ella en el último elemento de sus asesinatos. El fantasma de Elizabeth llega a la habitación de March, quien la perdona por entregarlo a la policía, pero ella dice no haber sido quien lo delató. Hazel admite ser ella quien llamó a la policía, para poder compartir para siempre con March. March rechaza a Hazel, expulsándola de su presencia. |              |                                                                     |                   |                            |                           |                 |                      |
| 63 | 12           | «Be Our Guest» «Sé nuestro huésped»                                 | Bradley Buecker   | John J. Gray               | 13 de enero de 2016       | 5ATS12          | 2,24                 |
| Liz relata la reinvernción del hotel Cortez bajo su nueva dirección, junto a Iris, pero ambas se lamentan que los fantasmas causen problemas con los huéspedes matándolos, y deciden resolver las cosas antes de que los asesinatos pasen a mayores. Sally y Will no están de acuerdo con esto pero March los hace entrar en razón con el fin de que nombren al Cortez un patrimonio cultural para el 20 de agosto de 2026, y así no ser destruido. A un año de la muerte de Will, Liz se vuelve la nueva cara visible de su compañía cuando todos se preguntan sobre el paradero de este. Iris trae a Billie Dean Howard (Sarah Paulson) para que Liz se contacte con Tristán, aunque este último no quiere contactarse, en cambio se contacta con Donovan quien dice a su madre que la quiere. Liz, luego de hacer una bonita relación con su hijo y la familia de este, descubre que tiene cáncer de próstata y decide morir en el hotel junto a sus amigos. Todos los fantasmas están dispuestos a sacrificar a Liz, pero es Elizabeth quien hace los honores de su transición cortándole la garganta. Después de tanto se logra reunir con Tristán. Es la Noche del Diablo en el Cortéz, y Billie Dean hace un especial contactándose con John Lowe, este le cuenta como acabó su vida: Como John no podía satisfacer el hambre de Alex y Holden, empezaron los problemas, además no se sentían cómodos en la ciudad y decidieron ir al hotel, al que consideraban su hogar, menos Scarlett, por lo que la mandaron a estudiar a un instituto. Más tarde que temprano, John es encontrado por la policía y muere a pocos pasos de llegar al terreno del hotel, quedando su espíritu fuera y sin capacidad de ver a su familia, siendo Halloween el único día que puede verlos. Ramona e Iris no están contentas con la reputación que ha obtenido el hotel, así que John invita a Billie Dean a la Noche del Diablo y junto a los fantasmas la amenazan con no volver a mencionar nunca más al Cortez o ella será rastreada y asesinada. Billie huye y John deja la fiesta para pasar la noche con su familia. Como epílogo se muestra el hotel lleno de gente por la noche de halloween, y en una mesa a Elizabeth, quien repite como fantasma lo que hizo en vida, buscar y seducir a un hombre que tenga las facciones de Valentino. |              |                                                                     |                   |                            |                           |                 |                      |

## Producción

### Desarrollo

Hotel marca el primer gran papel de Lady Gaga en televisión.

El 13 de octubre de 2014, FX anunció que American Horror Story estrenaría una quinta temporada en octubre de 2015. El presidente de FX, John Landgraf, declaró que la serie necesitaría una «enorme reinvención». La temporada, cuyo subtítulo fue confirmado como Hotel, está en parte inspirada de la comedia musical screwball de 1935, Top Hat. El creador Ryan Murphy, explicó que el elenco incluía una serie de actores y cantantes; pero aun así sería una temporada mucho más oscura en comparación con las anteriores. La «inspiración» vino de las películas de terror antiguas sobre hoteles reales situados en el centro de Los Ángeles, y su reputación de acontecimientos siniestros. Los guiones para Hotel también incluyen sus fobias y temores personales que «no habían sido explorados desde la primera temporada».

«La próxima temporada que estamos haciendo es mucho más basada en el terror; es mucho más oscura. Se trata de un tema y una idea que está muy cerca de mi corazón, que siempre he querido hacer, eso es un poco más sangrienta y espeluznante. Pensé que Murder House era una temporada muy primitiva, porque un gran temor de todo el mundo es sobre el coco debajo de su cama, y esto se siente similar a cuando te registras en un hotel, hay ciertas cosas fuera de tu control [como que] otras personas tienen las llaves de su habitación. No estás exactamente seguro, y es una idea muy inquietante».
Ryan Murphy

### Casting
El 25 de febrero de 2015, la cantautora estadounidense Lady Gaga publicó un vídeo en el cual anunció su participación en la quinta temporada de la serie, siendo su gran debut en televisión. Murphy diseño el papel de Gaga como «malvado», y dijo que estaría involucrada con la moda. Algunos de los actores y actrices habituales de la serie: Evan Peters, Sarah Paulson, Lily Rabe, Kathy Bates, Denis O'Hare y Angela Bassett, confirmaron que volverían para la temporada; mientras que por el contrario, Jessica Lange, no lo haría. Emma Roberts iba a realizar una participación especial pero debido a su rodaje de la serie de FOX Scream Queens su participación le fue cedida a Gabourey Sidibe quien repetiría su popular papel de Queenie en Coven.

### Conexiones con temporadas anteriores
La temporada, al igual que Freak Show, presentó conexiones con temporadas anteriores de la serie. En el sexto episodio de la temporada presentó una conexión con Murder House, luego que el personaje de Matt Ross, el Dr. Charles Montgomery, le realizara un aborto a Elizabeth; y en el último episodio, donde el personaje de Sarah Paulson: Billie Dean Howard, trata de realizar una conexión con el espíritu de John Lowe. Una conexión con la tercera temporada, Coven, se realizó en el episodio once, donde Queenie (Gabourey Sidibe) muere a manos de Ramona Royale y el Sr. March.

## Promoción
En febrero de 2015, Gaga, mediante un tuit, mostró un enlace del primer vídeo promocional de la próxima temporada con el título "Haga su reserva ahora. #GagaAHSHotel", anunciando su presencia en la temporada y el título oficial. En julio de 2015, un póster oficial se dio a conocer por la revista Entertainment Weekly, disponible en la Comic-Con, donde después de entrar en el juego de hotel construido allí, uno puede recibir el cromo con una clave de promoción. El primer teaser oficial titulado "Front Desk" fue puesto en libertad después de unos meses, que muestra una mano con largas uñas tocando el timbre de la recepción. En agosto de 2015, FX reveló la fecha de estreno de la temporada junto con un nuevo teaser y un póster, que muestra una mirilla del art déco en una puerta de madera, más allá del cual una imagen oscura reveló una mujer rubia poniendo un cuerpo a la cama. Más tarde ese mes, la revista Entertainment Weekly dio a conocer en exclusiva dos tráileres de la temporada, titulado "Beauty Rest" y "Do Not Disturb", donde sonaba "Heartbreak Hotel", un sencillo de Elvis Presley interpretado por Heidi Feek.